# Mas Gamarús
El Mas Gamarús és un mas que hi ha al terme municipal d'Espolla a uns 10 km al nord del nucli urbà, al costat de la riera de Sant Genís i al bell mig de la Serra de l'Albera. El mas havia estat propietat de marquès de Camps, que durant la dècada de 1980 se'l va vendre. Fou habitat fins a la segona meitat del segle xx. Posteriorment quedà abandonat i actualment està en ruïnes.
Prop del mas es va descobrir un dolmen que porta el seu nom